# Noel Dossou-Yovo
Noel Dossou-Yovo, (25 décembre 1943 - 5 mai 2011) est un universitaire béninois. Il est responsable des études africaines à l'Université nationale du Bénin à Cotonou. 

## Biographie

### Formation universitaire
Dossou-Yovo possède deux doctorats en sciences humaines, un diplôme en sciences politiques, en diplomatie et en études du développement. il est conseiller principal pour les affaires africaines et sociales du chef de l'État de 1995 à 1996,.

## Vie professionnelle
Enseignant à l'Université nationale du Bénin à Cotonou avant 1974, où il est responsable des études africaines, Dossou-Yovo occupe les fonctions de directeur adjoint au Centre d'études sur la famille africaine à Nairobi de 1983 à 1986.
De 1995 à 1996, il a été conseiller principal pour les affaires africaines et sociales du chef de l'État dans son pays d'origine. Il était également un écrivain prolifique, rédigeant de nombreux articles dans des revues universitaires et ceux présentés lors de conférences en Afrique, en Asie, en Europe et aux États-Unis. Il meurt le 5 mai 2011, âgé de 67 ans,.

## Écrivain
Également écrivain prolifique. Il rédige de nombreux articles dans des revues universitaires et lors de conférences en Afrique, en Asie, en Europe et aux États-Unis. Il est l'auteur d'un ouvrage en trois volumes sur les romans africains récents écrits en langue anglaise en 1997. En 2000 est publié l'ouvrage de Dossou-Yovo Development Problems in Contemporary Africa.